# سیارک ۱۸۱۰۴۳
سیارک ۱۸۱۰۴۳ (به انگلیسی: 181043 Anan، نامگذاری:2005PV)۱۸۱۰۴۳مین سیارک کشف شده‌است که در ۰۴ اوت ۲۰۰۵ کشف شد.